# 蔡公期
蔡公期（1922年11月28日—），男，江西九江人，中华人民共和国教育工作者，曾任中国教育学会常务理事、秘书长。

## 生平
1922年11月28日生于北京的一个书香门第。1940年毕业于北平私立育英中学，考入燕京大学医预系，但被查出患肺结核病，推迟一年入学。1941年，他在医预系学习不久后转入化学系，太平洋战争爆发后迁至成都继续学业，1943年又转入社会学系。1945年1月参加进步秘密组织“创造社”，任务是保管和传阅革命书籍。1947年7月毕业于燕京大学社会学系，同年考入清华大学法学院社会学研究所攻读研究生，师从费孝通教授。1948年12月5日在北京大学医学院附属医院加入中国共产党，介绍人祝寿河，同月将组织关系转入清华大学。曾任研究生会主席，1948年12月至1949年3月，以研究生会主席身份参加清华大学校务委员会，被推选为主席（5人组成）。
1949年3月，由党组织安排接管北京市第二中学，此后历任教导主任、副校长、校长兼党支部书记，并兼任中共东单区委委员。1964年1月至1972年2月，任崇文区教育局副局长。1972年2月至1977年12月，任北京市第二十六中学革委会主任。1978年1月起，历任崇文区教育局副局长、局长、党组书记。1983年12月至1987年3月，任中国教育学会常务理事、秘书长。
1987年3月离休。1988年，当选燕京大学北京校友会副总干事，负责37至41学号（1937年至1941年期间入校）校友的联络工作。

## 爱好
蔡公期一生致力于推广桥牌运动，曾任北京市桥牌协会常务副会长兼秘书长，中国桥牌协会秘书长，北京市老年桥牌联谊会法人代表，中国女子桥牌队教练。他曾陪邓小平同志打过15多年的桥牌。

## 家庭
祖父蔡金台为光绪进士，授翰林院庶吉士。外祖父吴锜亦为光绪进士，曾任大清驻俄国参赞。父亲蔡孝肃在北京从事铁路技术工作。
蔡公期的堂哥是革命烈士蔡公时。他的夫人是刘亚南（1930年出生于北平）。